# Jean Mueller
Jean Mueller född 1950, är en amerikansk astronom. Hon har upptäckt 110 supernovor. Minor Planet Center listar henne som J. E. Mueller och som upptäckare av 13 asteroider.
Hon har även upptäckt femton kometer, sju periodiska och åtta icke-periodiska.
Asteroiden 4031 Mueller är uppkallad efter henne.

## Upptäckter
| Kometer |                   |
| --- | ----------------- |
| \| 120P/Mueller \| 18 oktober 1987 \| \| 131P/Mueller \| 15 september 1990 \| \| 136P/Mueller \| 24 september 1990 \| \| 149P/Mueller \| 16 februari 1992 \| \| 173P/Mueller \| 20 november 1993 \| \| 188P/LINEAR-Mueller \| 17 oktober 1998 \| \| 190P/Mueller \| 20 oktober 1998 \| \| C/1991 X2 \| december 1991 \| \| C/1993 A1 \| januari 1993 \| \| C/1993 F1 \| mars 1993 \| \| C/1993 Q1 \| augusti 1993 \| \| C/1997 D1 \| februari 1997 \| \| C/1997 J1 \| maj 1997 \| |                   |
| 120P/Mueller | 18 oktober 1987   |
| 131P/Mueller | 15 september 1990 |
| 136P/Mueller | 24 september 1990 |
| 149P/Mueller | 16 februari 1992  |
| 173P/Mueller | 20 november 1993  |
| 188P/LINEAR-Mueller | 17 oktober 1998   |
| 190P/Mueller | 20 oktober 1998   |
| C/1991 X2 | december 1991     |
| C/1993 A1 | januari 1993      |
| C/1993 F1 | mars 1993         |
| C/1993 Q1 | augusti 1993      |
| C/1997 D1 | februari 1997     |
| C/1997 J1 | maj 1997          |

| Mindre planeter och asteroider |                  |
| --- | ---------------- |
| \| 4257 Ubasti \| 23 augusti 1987 \| \| 4558 Janesick [A] \| 12 juli 1988 \| \| 6569 Ondaatje \| 22 juni 1993 \| \| 9162 Kwiila \| 29 juli 1987 \| \| (11028) 1987 UW \| 18 oktober 1987 \| \| 11500 Tomaiyowit [B] \| 28 oktober 1989 \| \| 12711 Tukmit \| 19 januari 1991 \| \| 16465 Basilrowe \| 24 mars 1990 \| \| 19204 Joshuatree \| 21 juni 1992 \| \| 24658 Misch \| 18 oktober 1987 \| \| (360191) 1988 TA [C] \| 5 oktober 1988 \| \| (408752) 1991 TB2 \| 3 oktober 1991 \| \| (412976) 1987 WC \| 21 november 1987 \| \| Upptäckt tillsammans med: A A. Maury B J. D. Mendenhall C J. Phinney \| \| |                  |
| 4257 Ubasti | 23 augusti 1987  |
| 4558 Janesick [A] | 12 juli 1988     |
| 6569 Ondaatje | 22 juni 1993     |
| 9162 Kwiila | 29 juli 1987     |
| (11028) 1987 UW | 18 oktober 1987  |
| 11500 Tomaiyowit [B] | 28 oktober 1989  |
| 12711 Tukmit | 19 januari 1991  |
| 16465 Basilrowe | 24 mars 1990     |
| 19204 Joshuatree | 21 juni 1992     |
| 24658 Misch | 18 oktober 1987  |
| (360191) 1988 TA [C] | 5 oktober 1988   |
| (408752) 1991 TB2 | 3 oktober 1991   |
| (412976) 1987 WC | 21 november 1987 |
| Upptäckt tillsammans med: A A. Maury B J. D. Mendenhall C J. Phinney |                  |

| SN 2000cm | 31 maj 2000       |
| SN 1999es | 2 november 1999   |
| SN 1999ef | 9 oktober 1999    |
| SN 1998ex | 25 november 1998  |
| SN 1998et | 17 november 1998  |
| SN 1998ed | 16 september 1998 |
| SN 1998cd | 17 maj 1998       |
| SN 1998B  | 1 januari 1998    |
| SN 1997ct | 29 juni 1997      |
| SN 1997cs | 26 juni 1997      |
| SN 1997bm | 18 mars 1997      |
| SN 1997T  | 19 januari 1997   |
| SN 1996co | 20 december 1996  |
| SN 1996bn | 17 oktober 1996   |
| SN 1996ah | 6 juni 1996       |

| SN 1996ab | 12 maj 1996       |
| SN 1996Y  | 10 april 1996     |
| SN 1996V  | 28 mars 1996      |
| SN 1996P  | 25 mars 1996      |
| SN 1996C  | 15 februari 1996  |
| SN 1995bc | 1 december 1995   |
| SN 1995an | 27 oktober 1995   |
| SN 1995ag | 28 september 1995 |
| SN 1995Z  | 28 augusti 1995   |
| SN 1995Y  | 28 augusti 1995   |
| SN 1995X  | 3 augusti 1995    |
| SN 1995H  | 24 februari 1995  |
| SN 1994K  | 1 april 1994      |
| SN 1994C  | 5 mars 1994       |
| SN 1994A  | 11 januari 1994   |

| SN 1993ai | 10 december 1993  |
| SN 1993ac | 13 oktober 1993   |
| SN 1993ab | 24 september 1993 |
| SN 1993Y  | 18 september 1993 |
| SN 1993N  | 15 april 1993     |
| SN 1992bm | 25 november 1992  |
| SN 1992bf | 2 oktober 1992    |
| SN 1992be | 30 september 1992 |
| SN 1992ax | 3 september 1992  |
| SN 1992aw | 27 augusti 1992   |
| SN 1992ah | 27 juni 1992      |
| SN 1992ab | 1 juni 1992       |
| SN 1992aa | 10 maj 1992       |
| SN 1992Y  | 2 maj 1992        |
| SN 1992X  | 2 maj 1992        |

| SN 1992W  | 2 maj 1992        |
| SN 1992S  | 9 april 1992      |
| SN 1992R  | 8 april 1992      |
| SN 1992Q  | 7 april 1992      |
| SN 1992M  | 25 februari 1992  |
| SN 1991bh | 7 december 1991   |
| SN 1991bb | 13 oktober 1991   |
| SN 1991az | 15 september 1991 |
| SN 1991av | 4 september 1991  |
| SN 1991au | 1 september 1991  |
| SN 1991at | 19 augusti 1991   |
| SN 1991as | 19 augusti 1991   |
| SN 1991af | 19 maj 1991       |
| SN 1991ae | 17 maj 1991       |
| SN 1991ad | 13 maj 1991       |

| SN 1991Y      | 17 april 1991    |
| SN 1991W      |                  |
| SN 1991V      | 17 april 1991    |
| SN 1991O      | 18 mars 1991     |
| SN 1991J      | 19 februari 1991 |
| SN 1991G      | 10 februari 1991 |
| SN 1991F      | 10 februari 1991 |
| SN 1991C      | 15 januari 1991  |
| SN 1990al     | 19 juli 1990     |
| SN 1990ae [A] | 15 oktober 1990  |
| SN 1990Z      | 21 augusti 1990  |
| SN 1990V      | 29 juli 1990     |
| SN 1990R      | 26 juni 1990     |
| SN 1990O      | 22 juni 1990     |
| SN 1990L      | 18 maj 1990      |

| SN 1990J     | 13 maj 1990      |
| SN 1990G     | 19 mars 1990     |
| SN 1989af    | 15 januari 1989  |
| SN 1989ac    | 31 augusti 1989  |
| SN 1989ab    | 6 juli 1989      |
| SN 1989U     | 7 december 1989  |
| SN 1989S     | 29 oktober 1989  |
| SN 1989R [B] | 4 oktober 1989   |
| SN 1989P [A] | 3 september 1989 |
| SN 1989O [A] | 3 september 1989 |
| SN 1989K [B] | 4 maj 1989       |
| SN 1989G [B] | 5 april 1989     |
| SN 1988ah    | 11 december 1988 |
| SN 1988ag    | 11 december 1988 |
| SN 1988af    | 19 november 1988 |

| SN 1988ae    | 15 september 1988 |
| SN 1988O     | 17 maj 1988       |
| SN 1988K [C] | 12 april 1988     |
| SN 1988G [D] | 25 februari 1988  |
| SN 1988F     | 20 februari 1988  |
| SN 1988D [C] | 9 februari 1988   |
| SN 1987T     | 28 september 1987 |
| SN 1987S     | 28 augusti 1987   |
| SN 1987R     | 30 november 1987  |
| SN 1987Q     | 30 november 1987  |
| SN 1986P     | 2 juli 1986       |
| SN 1955S     | 1 april 1955      |
| SN 1955R     | 24 april 1955     |
| SN 1954ad    | 21 december 1954  |
| SN 1954ac    | 4 oktober 1954    |

| SN 1953L                                                                      | 14 oktober 1953  |
| SN 1953J                                                                      | 31 december 1953 |
| SN 1951J                                                                      | 29 november 1951 |
| SN 1950O                                                                      | 18 april 1950    |
| SN 1950N                                                                      | 19 juni 1950     |
| Upptäckt tillsammans med: A J. D. Mendenhall B Brewer C A. Maury D J. Phinney |                  |